# Diego González Alonso
Diego González Alonso (Serradilla, Càceres, 23 de setembre de 1779 - Madrid, 11 de maig de 1841) va ser un polític, pedagog i agrònom espanyol.

## Biografia
Va fer els seus primers estudis a Plasència i després va passar a la Universitat de Salamanca, on es va doctorar en Dret. Va accedir aviat a la docència en llocs en els que va demostrar una enorme capacitat de treball i grans dots pedagògiques i intel·lectuals. Coneixedor de diversos idiomes, va manejar amb familiaritat i assiduïtat la literatura política i jurídica francesa i als economistes anglesos. El contacte amb la Il·lustració li va fer abraçar aviat la causa liberal i als vint anys va tenir ja alguns problemes amb la Inquisició pel seu coneixement de les idees de la Revolució francesa.
Tot i això es va oposar a la invasió napoleònica i es va refugiar a Portugal. De tornada a Espanya va abandonar la docència i va ocupar el càrrec d'alcalde de la ciutat de Toro i, més tard, de jutge de primera instància de la mateixa ciutat. Després va ser fiscal i magistrat de la Reial Audiència i Cancelleria de Valladolid i posteriorment magistrat de l'Audiència Territorial de Madrid.
Durant el Trienni Liberal va ser diputat per la província d'Extremadura. Es va anar inclinant per un liberalisme extrem o radical, però en la crisi comunera va signar el manifest contrarevolucionari. En 1823 va marxar a l'exili amb els altres liberals i se li va despullar de la seva càtedra a Salamanca. Va estar a Jersey, on es va interessar pels progressos de l'agricultura britànica. Va tornar en 1834 i fou elegit diputat per Càceres, però el va abandonar per problemes burocràtics i insuficiència d'ingressos. Va ser escollit per a la legislatura 1836-1837 i va ser nomenat ministre de Governació durant dos mesos; va exercir una intensa tasca parlamentària en comissions, mostrant una clara orientació procamperola i intentant abolir els senyorius. Va defensar apassionadament totes les llibertats individuals, especialment la religiosa i la de premsa. La seva salut fràgil li va donar en aquells dies diversos problemes, però es va recuperar i va ser senador per Cáceres en 1841, el mateix any en què va morir.

## Obres
- Elementos de jurisprudencia criminal
- La nueva ley agraria
- La educación práctica de todas las clases y de ambos sexos
- A la juventud española. Explicación detallada del sistema de los conocimientos humanos, conforme al discurso preliminar de la enciclopedia por D'Alembert, Madrid, 1839,
- El templo de Amnón y los pitagóricos, Madrid, 1839, novel·la autobiogràfica